# Huyền thoại người hóa sói
Huyền thoại người hóa sói (tên gốc tiếng Anh: Wolfwalkers) là phim điện ảnh hoạt hình phiêu lưu kỳ ảo năm 2020 do Tomm Moore và Ross Stewart đạo diễn. Đây là tác phẩm thứ ba và cũng là tác phẩm cuối cùng trong loạt ba phim điện ảnh về văn học dân gian Ireland của Moore, theo sau The Secret of Kells (2009) và Song of the Sea (2014), đồng thời là tác phẩm với sự hợp tác sản xuất quốc tế giữa Cartoon Saloon và Mélusine Productions. Phim có sự tham gia lồng tiếng của Honor Kneafsey, Eva Whittaker, Sean Bean, Simon McBurney, Maria Doyle Kennedy, Tommy Tiernan, Jon Kenny và John Morton. Nội dung bộ phim là câu chuyện về Robyn Goodfellowe, một cô bé thợ săn tập sự mới cùng cha mình chuyển tới Ireland sinh sống. Trong khi khám phá khu rừng cấm bên ngoài bức tường thành thị trấn, Robyn kết bạn với Mebh, một Wolfwalker với khả năng hóa sói vào ban đêm. Cùng với Mebh và bầy sói, Robyn đã liều mình cứu lấy khu rừng khỏi âm mưu tàn sát đàn sói của con người.
Huyền thoại người hóa sói được công chiếu ra mắt tại Liên hoan phim quốc tế Toronto 2020 vào ngày 12 tháng 9. Bộ phim khởi chiếu tại các rạp chiếu tại Anh Quốc vào ngày 26 tháng 10, tại thị trường Mỹ và Canada vào ngày 13 tháng 11, và tại Ireland vào ngày 2 tháng 12 năm 2020. Phim cũng được phát hành trực tuyến toàn cầu trên nền tảng Apple TV+ từ ngày 11 tháng 12 năm 2020 và nhận được nhiều lời khen ngợi từ giới chuyên môn. Phim nhận được đề cử tại Giải BAFTA lần thứ 74 cho Phim hoạt hình hay nhất, Giải Quả cầu vàng cho Phim hoạt hình hay nhất và Giải Oscar cho Phim hoạt hình hay nhất.

## Nội dung
Tại Ireland năm 1650, cư dân thị trấn Kilkenny đều đang cố gắng chặt phá hết khu rừng gần đó theo lệnh của Bảo hộ công Oliver Cromwell, với hiểm nguy có thể sẽ bị đàn sói trong rừng cắn. Thợ săn người Anh Bill Goodfellowe cùng cô con gái Robyn, đã được đưa đến Bảo hộ công đưa đến Kilkenny để tiêu diệt bầy sói. Vì muốn giúp đỡ bố mình, Robyn đã bí mật theo ông vào cánh rừng cùng với chú chim cắt Merlyn của mình. Sau khi vô tình bắn phải Merlyn bằng mũi tên của mình, Robyn thấy một cô bé bí ẩn đưa chú chim vào sâu trong rừng. Sau khi tìm thấy chú chim Merlyn đã hoàn toàn lành lặn, một con sói đã khiến cô giật mình rơi vào một chiếc bẫy treo. Sau khi con sói giúp Robyn thoạt bẫy, cô cố gắng đánh lại nó, làm con sói phải cắn cô vào tay. Merlyn và con sói dẫn Robyn vào một hang ổ bí mật, cũng tại nơi đây Robyn biết được cô gái mình từng nhìn thấy khi trước, tên là Mebh, là một Wolfwalker, tức là một kẻ có linh hồn biến thành sói trong lúc ngủ. Robyn làm bạn với Mebh, đồng thời cùng biết được rằng phần linh hồn sói của mẹ cô bé, Moll, đã đi ra ngoài trong một thời gian dài để tìm một vùng đất sinh sống mới cho bầy nhưng vẫn chưa trở về. Sau khi trở về nhà, Robyn cố gắng thuyết phục cha mình về sự tồn tại của Wolfwalker, nhưng thay vào đó ông lại nổi giận và cấm cô đi vào rừng thêm nữa.
Ngày hôm sau, trong khi đang làm việc rửa chén theo lệnh của Bảo hộ công, Robyn bị một giọng nói huyền bí dẫn cô tới gần một chiếc lồng bị khóa và bịt kín ở sâu trong một căn phòng to lớn, nhưng bà chủ nơi rửa chén đã ngăn cô vào căn phòng ấy. Đêm đó trong khi ngủ, Robyn phát hiện ra linh hồn mình đã rời bỏ cơ thể và hóa thành sói do bị Mebh cắn, và cô trở thành một Wolfwalker. Robyn quay trở lại khu rừng, nơi Mebh giúp cô làm quen với hình dạng mới của mình, cho cô thấy những điều tuyệt vời và tự do khi được làm sói. Khi trở lại Kilkenny, Robyn xâm nhập vào trang viên của Bảo hộ công. Cô tìm thấy Moll- mẹ của Mebh bên trong chiếc lồng lần trước, bà đã nói với Robyn rằng Mebh và cả nhóm phải rời khỏi khu rừng, vì Bảo hộ công đang lên kế hoạch đốt rụi khu rừng để quét sạch bầy sói. Bảo hộ công đảm bảo với người dân thị trấn rằng gã có thể thuần hóa con sói mà hắn đã bắt được (Moll). Hắn phớt lờ lời cầu xin thả Moll ra khỏi lồng của Robyn và giáng Bill làm lính chạy việc vì không tiêu diệt được bầy sói.
Mebh, đã đợi Robyn trở lại theo lời hứa từ đêm trước nhưng không thấy cô xuất hiện nên đã lẩn vào trong Kilkenny. Cô tìm thấy Robyn, người đang cố gắng chuyển lời cảnh báo của mẹ cô. Nhưng Mebh, bị tổn thương và tức giận bởi Robyn từ chối giúp giải cứu mẹ cô vì lo lắng cho sự an toàn của bà, quyết định thực hiện việc này một mình. Bảo hộ công giới thiệu sói Moll trước người dân thị trấn. Mebh nổi cơn phẫn nộ và cố gắng giải thoát cho mẹ mình. Khi Bill khống chế cô, Moll đã cắn ông. Mebh bỏ trốn, nhưng cô thề sẽ quay trở lại cùng đàn sói để giải cứu mẹ mình. Bảo hộ công ra lệnh cho Bill giết Moll, và dẫn quân đội của ông đi đốt cánh rừng. Robyn quyết bảo vệ Moll khỏi Bill, sau đó giải thoát cho bà và đoàn tụ với Mebh trước khi cô và đàn sói có thể tấn công Kilkenny. Bill đi theo con gái và bắn Moll bằng một mũi tên (vì hiểu lầm rằng Moll đang tấn công Robyn), khiến linh hồn sói của Moll bay ra trở lại cơ thể con người của bà đang nằm trong hang sói. Bảo hộ công và quân đội của gã đến và bắt đầu san bằng khu rừng. Khi Mebh đang làm phép chữa lành vết thương cho mẹ mình, Robyn và bầy sói đã ngăn cản những tên lính của Bảo hộ công. Mebh triệu tập Robyn và bầy sói trở lại vì nhận ra rằng cô cần sự giúp sức của cả bầy để chữa trị cho Moll. Robyn bị đánh bất tỉnh sau khi vô hiệu hóa khẩu đại bác của đám lính. Ngay trước khi Bảo hộ công kịp giết cô, Bill, do bị Moll cắn trước đó, đã hóa sói và xông ra bảo vệ Robyn, áp đảo tên Bảo hộ công và dồn hắn đến vực núi. Thay vì để Bill giết gã, Bảo hộ công tự sát bằng cách thả mình rơi xuống vực sâu. Robyn và Bill quay trở lại hang động và giúp Mebh hồi sinh Moll, đồng thời chấp nhận lời mời của bà ở lại với đàn sói. Sau đó, cả nhóm cùng bầy sói lên đường về phía Tây để tìm một nơi ở mới và hạnh phúc mới.

## Lồng tiếng
- Honor Kneafsey vai Robyn Goodfellowe
- Eva Whittaker vai Mebh Óg MacTíre
- Sean Bean vai Cha của Robyn, Bill Goodfellowe
- Simon McBurney vai Bảo hộ công
- Tommy Tiernan vai Seán Óg
- Maria Doyle Kennedy vai Mẹ của Mebh, Moll MacTíre
- Jon Kenny vai Người đốn cây Ned
- John Morton vai Người đốn cây Stumpy
- Paul Young vai Người nông dân buồn ngủ
- Nora Twomey vai Bà chủ quản gia Bridget
- Oliver McGrath vai Padraig
- Niamh Moyles vai Người bán cá

## Sản xuất
Ngày 8 tháng 9 năm 2018, Apple mua lại Huyền thoại người hóa sói của Tomm Moore và Ross Stewart từ phần kịch bản do Will Collins đảm nhiệm. Phim là một ý niệm nguyên bản do Moore và Stewart sáng tạo, với phần hoạt hình sử dụng phương pháp vẽ 2D độc đáo lấy ý tưởng từ các tranh vẽ mộc bản trên gỗ.

### Âm nhạc
Bruno Coulais, người cộng sự thường xuyên của Moore, và nhóm nhạc dân gian Kíla, đã sáng tác phần nhạc nền của tác phẩm. Nữ ca sĩ người Na Uy Aurora cũng  thu âm lại của đĩa đơn "Running with the Wolves" làm phần nhạc phim của tác phẩm.

## Phát hành
Huyền thoại người hóa sói được công chiếu ra mắt tại Liên hoan phim quốc tế Toronto 2020 vào ngày 12 tháng 9. Bộ phim khởi chiếu tại các rạp chiếu tại Anh Quốc vào ngày 26 tháng 10, tại thị trường Mỹ và Canada vào ngày 13 tháng 11, và tại Ireland vào ngày 2 tháng 12 năm 2020. Ngày khởi chiếu tác phẩm ở Ireland ban đầu được lên kế hoạch là cùng ngày với ngày khởi chiếu của phim tại thị trường Anh Quốc, tuy nhiên kế hoạch đã bị thay đổi do những ảnh hưởng của đại dịch COVID-19. Phim cũng được phát hành trực tuyến toàn cầu trên nền tảng Apple TV+ từ ngày 11 tháng 12 năm 2020.
Child Film chịu trách nhiệm phân phối tác phẩm ở thị trường Nhật Bản và Value & Power Culture Communications thì phụ trách công việc này ở thị trường Trung Quốc.

## Đón nhận

### Doanh thu phòng vé
Tính đến tháng 2 năm 2021, Huyền thoại người hóa sói thu về tổng cộng 229,041 USD tại phòng vé toàn cầu. Dù vậy, doanh thu của phim tại thị trường Bắc Mỹ chưa được công bố.

### Đánh giá chuyên môn
Trên hệ thống tổng hợp kết quả đánh giá Rotten Tomatoes, phim nhận được 99% lượng đồng thuận dựa theo 156 bài đánh giá, với điểm trung bình là 8,7/10. Các chuyên gia của trang web nhất trí rằng, "Là một cuộc phiêu lưu đầy mê hoặc lấy cảm hứng từ các bộ tộc người Celt, Huyền thoại người hóa sói đã cho ta một câu chuyện kỳ ảo thanh khiết, đậm chất sử thi với những triết lý đầy thâm thúy và những giọng lồng tiếng đầy ưu tú." Trên trang Metacritic, phần phim đạt số điểm 87 trên 100, dựa trên 28 nhận xét, chủ yếu là những lời khen ngợi.
Sam Adams của Slate gọi đây là bộ phim hoạt hình hay nhất trong năm, dù có lưu ý một số điểm không ăn khớp trong tông nền phim nhưng vẫn dành nhiều lời khen ngợi cho vẻ đẹp và kỹ thuật của phần hoạt hình. Peter Debruge của Variety viết: "Trong một thập kỷ trôi qua kể từ Kells, không chỉ những tiến bộ công nghệ mà còn là những diễn đạt về văn hóa đã khiến cho tác phẩm mới nhất của Moore trở nên vô cùng ấn tượng. Anh ấy đã kết hợp mọi thứ lại với nhau bằng cách vay mượn những ảnh hưởng thị giác vượt thời gian, nhờ đó để lại cho khán giả thêm những hình ảnh nghệ thuật tuyệt đẹp khác của thời đại."